# NGC 4002
NGC 4002 ist eine linsenförmige Galaxie vom Hubble-Typ SA0 im Sternbild Löwe auf der Ekliptik. Sie ist schätzungsweise 293 Millionen Lichtjahre von der Milchstraße entfernt und hat einen Scheibendurchmesser von etwa 95.000 Lichtjahren. Gemeinsam mit NGC 4003 bildet sie das gravitativ gebundene Galaxienpaar KPG 312.

Im selben Himmelsareal befinden sich u. a. die Galaxien NGC 3983 und IC 744.
Das Objekt wurde am 10. April 1785 vom deutsch-britischen Astronomen Wilhelm Herschel entdeckt.